# 78 средно училище „Христо Смирненски“
78 средно училище „Христо Смирненски“ се намира в гр. Банкя.
Днес със своите 15 000 m² разгърната площ 78 СУ „Христо Смирненски“ разполага с 64 класни стаи, 8 специализирани кабинета, 3 компютърни зали, 2 физкултурни салона, плувен басейн, стол, изложбена зала, актова зала с оборудвана театрална сцена, салон за танци и зала за джудо. Учениците ползват и 2 бюфета с топли и студени закуски. За спорт на открито са осигурени две баскетболни игрища, футболно игрище с изкуствена настилка и 100 седящи места, тенис корт и други спортни кътове в големия училищен двор от 2000 m².
В 78 СУ коридорите приличат на просторни зали. С много въображение и постоянство учениците и учителите са ги превърнали във визуален разказ за България, Европа и своето място в тях. Особено интересно е „Фоайето на Смирненски“. Всичко в него е наше дело, а парите са набавени от акции за кестени и хартия в чест на 120-а годишнина на училището.

## База
Просторно и светло, училището разполага с 64 класни стаи и 8 специализирани кабинета, 3 компютърни зали, 2 физкултурни салона. Извънкласните занимания са обезпечени със стрелбище, фитнес, плувен басейн, актова зала с професионално оборудвана сцена. зала за танци, зала за джудо, изложбена зала. За самоподготовка учениците имат на разположение библиотека, център за чуждоезикова детска литература и интернет зали. Историята на училището е представена чрез снимки в музея на 78 СУ.
Отличителен белег на училището е грижата за здравето на децата. Не е преставал да функционира лекарски кабинет, напълно безплатен за учениците. За здравословното хранене на децата са осигурени училищен стол и 2 бюфета.

## История
78 училище е създадено през 1887 г. като приемник на училищата в съседните села Вердикал, Иваняне и Клисура. На 28 септември същата година отваря врати за 8 ученици първата класна стая в дома на Коста Минчев. По повод 100-годишнината на училището там е поставена паметна плоча. Само на 30-ина метра от школото извисява вековна снага „Вазовият дъб“, където през 1900 г. Вазов пише „Утро в Банки“. Потокът от деца расте, а заедно с него и нуждата от собствена сграда и на 27 май 1923 г. е направена първата копка на строежа ѝ.
Учебната 1955 – 1956 г. учениците посрещат в нови просторни класни стаи и с нов патрон – Христо Смирненски. Името на поета 78 СУ носи и днес. През същата година е въведен и гимназиален курс на обучение. Училището в Банкя бързо се разраства. Към съществуващата сграда се строят три нови корпуса, които се откриват през 1985 г.

## Химн
Кой разпалва в сърцата мечти?
Кой ни води по пътища славни?
Кой с познание мъдро дари
умовете за знания жадни?
Припев:
Седемдесет и осмо
училище, разкрило ни света!
Седемдесет и осмо -
научи ни на труд и на мечта!
Някой ден ще заселвам звезди,
ще градя свят добър и разумен,
Дръзко аз ще разпалвам дори
обичта в живота всемирен.
Припев:
Ала днес с любимия клас
още уча полезни уроци,
за да мога съдбата си аз
да насочвам във вярна посока.
Припев:

## Прием
В първи клас:
Една спортна паралелка (художествена гимнастика, футбол, джудо). Три общообразователни паралелки – ЗИП по избор: чужди езици, изобразително изкуство, музика, информационни технологии.
Подготвителна група:
за 6-годишни деца. Разнообразни допълнителни занимания.
Полуинтернатни групи: /безплатни/
Занимални за I – IV клас до 17:30 часа. Квалифицирани педагози.
След завършен осми клас (съгласно Наредба №11):
Прием по документи:
Профил „Технологичен – стопански мениджмънт“ – 29 ученици. Балообразуващи предмети: Български език и литература, първи чужд език, география. Профилиращи предмети: технологии (икономически дисциплини), география и икономика, информационни технологии
Профил „Спорт – футбол и лека атлетика“ – 29 ученици. Балообразуващи предмети: физическо възпитание и спорт, първи чужд език, български език и литература. Профилиращи предмети: български език и литература, първи чужд език, физическо възпитание и спорт

## Извънкласни дейности
Извънкласните форми и дейности винаги са били на почит в 78 СУ. Още в първите години младите таланти са намирали поле за изява.
Днес училището предлага около 20 разнообразни форми за извънкласни занимания:
- Театрално студио „Смехурко“ – съвместно със СтЦРД, филиал Банкя
- Музикално ателие „Елфи“ – съвместно със СтЦРД, филиал Банкя
- Мажоретен състав
- Танцов състав
- Футбол
- Стрелба с лък
- Джудо
- Карате – таекуон-до – съвместно с Централния полицейски клуб по таекуон-до
- Каланетика
- Приложни изкуства – съвместно със СтЦРД-филиал Банкя
- Евроклуб – съвместно с фондация „Пайдея“
- „Млад огнеборец“
- Тенис на корт
- Тенис на маса
- Вестник „Междучасие“
- Младежки парламент
- Спортен клуб по бойни изкуства „Да Дао“